# Circonscription de Hunter
La circonscription de Hunter est une circonscription électorale australienne en Nouvelle-Galles du Sud. Elle est située à l'est de l'État, occupant la plus grande partie de la vallée Hunter. Elle comprend les villes de Singleton, Maitland, Muswellbrook, Cessnock et Denman.
Elle a été créée en 1900 et a été l'une des 75 divisions d'origine du Commonwealth d'Australie. Elle porte le nom du capitaine John Hunter qui fut le deuxième gouverneur de Nouvelle-Galles du Sud. Elle couvre une région essentiellement agricole.
La circonscription est un siège assuré pour le Parti travailliste depuis 1910.
Le siège a été occupé autrefois par Edmund Barton qui fut le premier Premier ministre d'Australie et par les anciens leaders du parti travailliste que furent Matthew Charlton et Herbert Vere Evatt.

## Représentants
| Nom              | Parti              | Période de mandat |
| ---------------- | ------------------ | ----------------- |
| Edmund Barton    | Protectionniste    | 1901–1903         |
| Frank Liddell    | Free Trade         | 1903–1909         |
| Frank Liddell    | Commonwealth       | 1909–1910         |
| Matthew Charlton | Travailliste       | 1910–1928         |
| Rowley James     | Travailliste       | 1928–1931         |
| Rowley James     | Travailliste (NSW) | 1931–1936         |
| Rowley James     | Travailliste       | 1936–1958         |
| H. Evatt         | Travailliste       | 1958–1960         |
| Bert James       | Travailliste       | 1960–1980         |
| Bob Brown        | Travailliste       | 1980–1984         |
| Eric Fitzgibbon  | Travailliste       | 1984–1996         |
| Joel Fitzgibbon  | Travailliste       | 1996–2022         |
| Daniel Repacholi | Travailliste       | 2022–en cours     |